# Mónica del Raval (pel·lícula)
Mónica de Raval és una pel·lícula documental de 2009, dirigida i escrita per Francesc Betriu, sobre la vida i trajectòria de Mónica del Raval.
La pel·lícula, entre el documental i la ficció, és la biografia de Ramona Coronado García, més coneguda com a Mónica del Raval, prostituta originària de Villamanrique (Ciudad Real), que durant vint anys va exercir la prostitució al barri del Raval de Barcelona. Protagonitzada per la mateixa Ramona Coronado, àlies Mónica, presenta el seu autoretrat lúcid i descarnat, no exempt d'ironia i sarcasme, lluny de moralismes i destil·lant naturalitat i franquesa. La pel·lícula va catapultar la seva protagonista a la fama.